# Diplycosia rosmarinifolia
Diplycosia rosmarinifolia är en ljungväxtart som beskrevs av Herman Otto Sleumer. Diplycosia rosmarinifolia ingår i släktet Diplycosia och familjen ljungväxter. Inga underarter finns listade i Catalogue of Life.